# Кислиця Дмитро Варламович
Дмитро́ Варла́мович Кисли́ця (справжнє прізвище — Ієвлев, 7 листопада 1912, Сонцівка Бахмутського повіту Катеринославської губернії, нині село Сонцівка Покровського району Донецької області, Україна — 1993) — український мовознавець, педагог, перекладач, журналіст. Автор спогадів «Світе ясний».